# Nikolaos Skribas
Nikolaos Skribas war ein byzantinischer Jurist und Autor in der ersten Hälfte des 11. Jahrhunderts.
Er verfasste eine Gegenschrift (Λόγος ἀντιρρητικὸς) gegen den Tomos des Patriarchen Sisinnios II. über Ehehindernisse von 997. Der sonst nicht bekannte Autor, der vermutlich Richter im Umfeld des Eustathios Rhomaios war, polemisierte mit nirgends sonst anzutreffender Schärfe gegen die Autorität des allgemein hochverehrten (verstorbenen) Patriarchen.

## Edition
- Andreas Schminck: Kritik am Tomos des Sisinnios In: Fontes minores, Bd. II, 1977, S. 221–230.